# Jean Petit (futbolista francès)
|  | No s'ha de confondre amb Jean Petit (futbolista belga). |

Jean Petit (Touluse, 25 de setembre de 1949 - 23 de gener de 2024) fou un futbolista i entrenador francès.

## Selecció de França
Va formar part de l'equip francès a la Copa del Món de 1978.